# Lipoproteina de densitate foarte mică
Lipoproteina de densitate foarte mică (VLDL) relativă la apa extracelulară, este un tip de lipoproteină produs de ficat.  VLDL este una dintre cele cinci grupări majore de lipoproteine (alături de: chilomicroni, lipoproteine de densitate intermediară, lipoproteine de densitate mică și lipoproteine de densitate mare) care permit grăsimilor și colesterolului să se deplaseze în sânge. VLDL este asamblat în ficat din trigliceride, colesterol și apolipoproteine. VLDL este transformat în fluxul sanguin în lipoproteină de densitate mică (LDL) și lipoproteină de densitate intermediară (IDL). Particulele VLDL au un diametru de 28-70 nm.  VLDL transportă produse endogene, în timp ce chilomicronii transportă produse exogene (digestive). La începutul anilor 2010, atât compoziția lipidică , cât și compoziția proteică  ale VLDL au fost caracterizate în detaliu.

## Compoziție
În ordine crescătoare a densității lipoproteinelor, densitate ce este în relație inversă cu conținutul de trigliceride, avem: chilomicroni < VLDL < LDL < HDL(lipoproteină de densitate mare). 
| Lipoproteină | Densitate (g/mL) | Compoziție | Compoziție  | Compoziție       | Compoziție        | Compoziție   |
|              |                  | Proteine   | Fosfolipide | Colesterol liber | Colesteril-esteri | Trigliceride |
| ------------ | ---------------- | ---------- | ----------- | ---------------- | ----------------- | ------------ |
| Chilomicroni | <1,006           | 2%         | 9%          | 1%               | 3%                | 85%          |
| VLDL         | 0.95-1,006       | 10%        | 18%         | 7%               | 12%               | 50%          |
| LDL          | 1,006-1,063      | 23%        | 20%         | 8%               | 37%               | 10%          |
| HDL          | 1,063-1,210      | 55%        | 24%         | 2%               | 15%               | 4%           |

## Funcție
Lipoproteinele de densitate foarte mică transportă trigliceride endogene, fosfolipide, colesterol și colesteril-esteri de la ficat către țesuturi. Trigliceridele din VLDL, care reprezintă aproximativ 48% din greutatea lipoproteinei de densitate foarte mică, ajung în special la mușchi și la țesutul adipos, unde pot fi oxidate pentru a produce energie prin intermediul ATP. Prin urmare, fac parte din mecanismul de transport intern al lipidelor în organism. În plus, servesc ca transportori pe distanțe lungi al mesagerilor intercelulari hidrofobi, cum ar fi proteina IHH cu rol în fiziologia endoteliului vascular. 

## Modificări în timpul circulației
VLDL eliberat din ficat conține apolipoproteina B100, apolipoproteina C1 (apoC1), apolipoproteina E (apoE), colesterol, colesteril-esteri și trigliceride. Circulând în sânge, preia apolipoproteina C-II (apoC-II) și apolipoproteina E de la HDL-2 (lipoproteina de densitate mare). Prin aceste achiziții, VLDL ajunge la maturitate (i.e. se maturează). Prin apolipoproteina E, VLDL se leagă de suprafețele țesutului endotelial al capilarelor din mușchi și din țesutul adipos, iar apoi apolipoproteina C-II activează lipoprotein lipaza (LPL) de la nivel endotelial.  Lipoprotein lipaza hidrolizează trigliceridele din VLDL, eliberând peste 70% din conținutul de acizi grași. VLDL se întâlnește acum cu HDL-2 (lipoproteina de densitate mare), transferând apoC-II înapoi la HDL (dar păstrează apoE). Pe de altă parte, HDL transferă colesteril-esteri la VLDL în schimbul fosfolipidelor și trigliceridelor prin intermediul proteinei de transfer a colesteril-esterilor (CETP). Pe măsură ce trigliceridele sunt eliminate din VLDL datorită acțiunii enzimelor LPL și CETP, compoziția moleculei se schimbă, acum numindu-se lipoproteină cu densitate intermediară (IDL). 
Cincizeci la sută din IDL sunt recunoscuți de receptori specifici ai hepatocitelor, datorită apolipoproteinei B100 (apoB100) și apoE, și sunt endocitați. Ceilalți 50% din IDL pierd apolipoproteina E, iar când conținutul lor de colesterol devine mai mare decât conținutul de trigliceride (datorită transferului de colesteril-esteri de la HDL prin intermediul CETP), se transformă în LDL (lipoproteine de densitate mică), având apoB100 ca apolipoproteină primară. LDL este preluat intracelular prin endocitoză mediată de receptor, unde conținutul este fie stocat, fie utilizat în structura membranei celulare, fie folosit în sinteza altor produse, precum hormonii steroizi sau acizi biliari. 

## Patologii
Hiperlipidemia poate apărea ca urmare a producției hepatocitare crescute de VLDL, sau ca urmare a catabolismului deficitar al VLDL. Hiperlipidemia este sinonimă cu hiperlipoproteinimia.
Producția crescută de VLDL poate avea cauză genetică, în cazul homozigozității genei patologice. Cauzele secundare ale creșterii producției de VLDL sunt: dieta bogată în lipide (grăsimi, calorii), excesul de alcool, diabet, rezistența la insulină, sindromul nefrotic, hipotiroidismul și obezitatea.
Catabolismul scăzut al VLDL poate avea cauze genetice (considerate cauze primare): deficiența de LPL (lipoprotein lipază), sau deficiența de apoC-II (apolipoproteină C-II). Cauze secundare ale catabolismului scăzut al VLDL sunt: rezistența la insulină, diabetul (de tip II) și hipotiroidismul.

## VLDL în analizele de sânge
De obicei, nivelul VLDL nu este inclus în rapoartele de analiză sangvină, deoarece nu poate fi măsurat direct. Datorită faptului că VLDL conține cel mai mare procentaj de trigliceride dintre lipoproteine (cu excepția chilomicronilor, care însă sunt de proveniență exogenă), el poate fi estimat indirect din nivelul trigliceridelor în sânge. În general, cu cât nivelul trigliceridelor din sânge este mai mare, cu atât nivelul VLDL în sânge este mai mare. Unele laboratoare estimează nivelul VLDL prim împarțirea nivelului de trigliceride la cinci, metodă care se folosește atât timp cât nivelul trigliceridelor nu depășește 400 mg/dL de sânge. Astfel, valorile normale ale VLDL sunt cuprinse între 5 și 40 mg/dL sânge.